# إيلسا كارديناس
}}
إيلسا كارديناس (بالإسبانية: Elsa Cárdenas) هي ممثلة مكسيكية ولدت في يوم 3 أغسطس 1935 في مدينة تيخوانا في المكسيك، مثلت في فلم Happiness في سنة 1956، دخلت في مهرجان برلين السينمائي الدولي في عدة أفلام، حيث مثلت مع ألفيس بريسلي وأورسولا أندريس في فلم Fun in Acapulco في سنة 1963 وفي فلم ضخم في سنة 1956.

## روابط خارجية
- إيلسا كارديناس على موقع IMDb (الإنجليزية)
- إيلسا كارديناس على موقع ألو سيني (الفرنسية)
- إيلسا كارديناس على موقع ميوزك برينز (الإنجليزية)
- إيلسا كارديناس على موقع أول موفي (الإنجليزية)
- إيلسا كارديناس على موقع قاعدة بيانات الأفلام السويدية (السويدية)
- إيلسا كارديناس على موقع قاعدة بيانات الفيلم (الإنجليزية)
- إيلسا كارديناس على موقع كينوبويسك (الروسية)